# دی-موتور
دی-موتور یک سازنده موتور هواپیما بلژیکی است که در دئرلیژک مستقر است. این شرکت در طراحی و ساخت موتورهای هواپیما برای هواپیماهای دست‌ساز و فوق سبک تخصص دارد.